# Hecalus morrisoni
Hecalus morrisoni är en insektsart som beskrevs av Kae Kyoung Kwon och Lee 1979. Hecalus morrisoni ingår i släktet Hecalus och familjen dvärgstritar. Inga underarter finns listade i Catalogue of Life.